# Rien que du bonheur
 (octobre 2022).
Pour plus de détails, voir Fiche technique et Distribution.
Rien que du bonheur est un film français réalisé par Denis Parent en 2002 et sorti en 2003.

## Synopsis
Désiré Loncle, critique de cinéma travaillant pour Sunlight Magazine, est réputé pour son ton corrosif, et n'a pas beaucoup d'amis dans le métier. Certains acteurs, notamment Smaïn, ont déjà promis de lui casser la figure à leur prochaine rencontre. Désiré vient de se faire plaquer par sa femme ; celle-ci trouve qu'il n'aime personne, qu'il déteste son métier, et que sa vie est ratée. Mis à la porte, il trouve refuge chez Alex, un ami comédien. Il y fait la connaissance d'Eduardo, un producteur italien qui vient également de rompre avec son épouse. Alex et Eduardo commencent à écrire le scénario d'un film intitulé La Reine de Vénus, et Désiré les rejoint. Apprenant que sa mère est la grande actrice Martha Loncle, Alex et Eduardo convainquent Désiré de lui proposer le premier rôle féminin. Bien que Martha accepte avec plaisir l'idée, et leur permet de rencontrer un producteur, Désiré n'apprécie guère la compagnie de sa mère, qui l'a dégoûté autrefois du métier de comédien, ni son nouveau compagnon José, qui a son âge.
Côté sentiments, Désiré et Eduardo s'organisent des sorties à deux dans un restaurant, afin que Désiré retrouve confiance en lui face aux femmes. Mais la réussite n'est pas forcément au rendez-vous, et la cohabitation des trois hommes est parfois houleuse. Alex, de son côté, se plonge dans le premier rôle masculin et se comporte de plus en plus bizarrement, tout en multipliant les conquêtes. Eduardo semble vouloir séduire Manu, l'ex-femme de Désiré, qu'il prend comme avocate pour son divorce. Au moment où Manu semble lui céder, il la plaque froidement, ne ressentant finalement aucun intérêt pour sa personnalité somme toute insipide.
Un soir, Désiré fait par hasard la connaissance de Sandra, qui fait partie de SOS Médecins. Au premier rendez-vous, il l'accompagne dans sa tournée et l'aide à sauver un patient ; ils finissent leur nuit ensemble. À son retour chez Alex, Désiré est agressé par ce dernier, en pleine crise de paranoïa ; Sandra, qu'il appelle en urgence, lui apprend qu'Alex est maniaco-dépressif depuis plusieurs années, et que les soins prodigués ne semblent désormais plus suffisants pour l'aider. Désiré comprend également que Sandra est la sœur de l'ex-femme d'Eduardo, et qu'elle essayait de surveiller les fréquentations de son ex-beau-frère sur demande de sa sœur.
Déçu par Sandra et Eduardo, Désiré trouve refuge auprès de sa mère, dont il découvre plus en détail les failles et les faiblesses. Il finit par lui pardonner le passé. La Reine de Vénus, dont les rôles principaux sont tenus par Martha et José, sort finalement ; c'est un triomphe, auquel Désiré apporte son soutien - bien qu'il n'estime que peu le film. Alex ne participe pas à la fête, interné dans un service de santé. Ne voulant pas revoir Sandra, Désiré continue les sorties en solitaire, jusqu'à ce qu'un soir Smaïn lui casse la figure. Il rappelle alors son médecin favori.

## Fiche technique
- Titre : Rien que du bonheur
- Titre international : Don't Worry, Be Happy
- Réalisation : Denis Parent
- Producteur : Leonardo de la Fuente
- Coproducteur : Maurizio Albano
- Producteur associé : Jean-François Geneix
- Sociétés de production : Canal+, CinéCinéma, France Télévisions, Images 2, Les Aventuriers de l'Image, Magic Light Pictures et Simon Film
- Sociétés de distribution : FTD International Cinéma, TF1 Vidéo et CTV International
- Musique : Reinhardt Wagner
- Photo : Wilfrid Sempé
- Montage : Vincent Tabaillon
- Création des décors : François Delaire
- Créations des costumes : Monique Proville
- Cascades : Roland Neunreuther
- Format : couleur - 1,85:1 - 35 mm  - Son Dolby SR et DTS
- Pays d'origine :  France
- Langue : français
- Genre : comédie
- Durée : 105 minutes
- Date de sortie : 14 mai 2003
- Tous publics
- Budget : 960 000€[1]
- Box-office France : 26 561 entrées[2]

## Distribution
- Bruno Solo : Désiré Loncle, un critique de cinéma à la dent dure, en crise post-rupture
- Alexandra Lamy : Manuela dite Manu, une avocate carriériste et surchargée, qui vient de larguer Désiré
- Michel Scotto di Carlo : Eduardo Scapelli, un producteur italien plaqué par sa femme
- Jean-Baptiste Iera : Alexandre Vigier dit Alex, un jeune acteur au tempérament fragile, qui héberge Désiré et Eduardo
- Barbara Schulz : Sandra, une pétulante doctoresse de SOS Médecins dont Désiré croise la route
- Geneviève Page : Martha Loncle, un monstre sacré de la scène, la mère de Désiré qui l'écrase
- Olivier Saladin : Jean-Marc, le rédacteur en chef de Sunlight Magazine
- Vanessa Gravina : Julie, une ex de Désiré, qu'il drague à nouveau après sa rupture
- Smaïn : lui-même, qui veut casser la gueule à Désiré pour ses critiques incendiaires
- Kad Merad : Pierre 1, un voisin homosexuel de Manu
- Jackie Berroyer : Pierre 2, son compagnon
- Christian Vadim : José, le gigolo de Martha
- Jacques Dacqmine : Jean-Marie Bugues, le père de Cerise, un décideur qui vend... de tout
- Alice Taglioni : Cerise Bugues, la fille d'un magnat du commerce, une nymphomane effrénée
- Elise Larnicol : Françoise, la secrétaire de Sunlight Magazine
- Catherine Benguigui : la psychologue
- Agathe Teyssier : Marie Endaye, la jeune réalisatrice de "Une femme, une bataille"
- Isabelle Heurtaux : l'attachée de presse
- Tina Sportarolo : l'astrologue
- Aïssa Maïga Anna, la femme de ménage de Manu, que Désiré drague après sa rupture
- Élodie Frenck : Mélanie, une groupie de Désiré
- Philippe Dana : le voisin de Manu
- Claude Carré : le curé
- Patrick Gentils : le patient frappé par une crise cardiaque
- Guillaumme Viny : le serveur
- Mika Tard un punk
- Ingrid Samhaeve : une punk
- Frédérique Le Calvez : la fille dans le lit
- Eric Mariotto : un fêtard
- Marine Sartoretti : la victime d'Iris
- le chien Iris : le chien Brad Pitt, compagnon d'infortune de Désiré